# Lawotschkin La-174TK
Die Lawotschkin La-174TK (russisch Лавочкин Ла-174ТК) war einer von mehreren aufeinanderfolgenden experimentellen Prototypen von Strahljagdflugzeugen des sowjetischen Konstruktionsbüros Lawotschkin, die in der zweiten Hälfte der 1940er Jahre getestet wurden. Das Kürzel TK steht für Tonkoje krylo (тонкое крыло), dünner Flügel. Sie ist nicht mit der La-174 zu verwechseln, einem späteren Flugzeug der Testserie.

## Geschichte
Während bei Lawotschkin die seit April 1947 begonnene Erprobung der mit ungepfeilten Laminarflügeln und RD-10-Triebwerken ausgerüsteten 150er-Reihe La-150M/152/154/156 mit Hochdruck betrieben wurde, erging an das Entwicklungsbüro der Auftrag, eine passende Zelle für das größere und leistungsstärkere Triebwerk RD-500, dem Nachbau des britischen Rolls-Royce Derwent, zu entwickeln. Als Reaktion wurde parallel zu den laufenden Tests die La-174 entworfen. Sie sollte mit Pfeilflügeln ausgestattet werden, deren Erprobung mit der La-160 sich ebenfalls in Vorbereitung befand. Der Bau des Versuchsmusters verzögerte sich jedoch. Da das Triebwerk aber schon zur Erprobung bereitstand, entschloss man sich, eine La-152 zur Aufnahme des RD-500 umzurüsten. Dazu wurde der vordere Rumpfabschnitt durch Setzen eines Zwischenstücks verlängert. Trotzdem die La-160 die Pfeilflügel-Versuche inzwischen bereits erfolgreich absolvierte, kehrte Lawotschkin zum geraden Laminarprofil zurück. Um dennoch höhere Geschwindigkeiten erreichen zu können, wurde der Flügelquerschnitt weitestmöglich verringert (deshalb auch das Kürzel TK).
Im Dezember 1947 begann zwei Monate nach dem Erstflug der La-160 die Flugerprobung, die von den Testpiloten A. A. Popow und I. J. Fjodorow durchgeführt wurde. Sie verlief recht enttäuschend, denn trotz des stärkeren Triebwerks konnte in Bodennähe nur eine Höchstgeschwindigkeit von 970 km/h erreicht werden. Im März 1948 wurde das Programm deshalb beendet und Lawotschkin wandte sich den mit Pfeilflügeln ausgestatteten Versuchsjägern La-168 bzw. La-174 zu.

## Technische Daten
| Kenngröße             | Daten                                          |
| --------------------- | ---------------------------------------------- |
| Besatzung             | 1                                              |
| Spannweite            | 8,83 m                                         |
| Länge                 | 9,41 m                                         |
| Höhe                  | 3,8 m                                          |
| Leermasse             | 2.310 kg                                       |
| Startmasse            | normal 3.315 kg                                |
| Triebwerk             | ein RD-500                                     |
| Startschub            | 1.500 kp                                       |
| Höchstgeschwindigkeit | 970 km/h in Bodennähe 965 km/h in 3.000 m Höhe |
| Steigzeit             | 2,5 min auf 5.000 m Höhe                       |
| Gipfelhöhe            | 11.000 m                                       |
| Reichweite            | 960 km                                         |
| Bewaffnung            | drei 23-mm-MK NR-23                            |